# Tarpieda Mohylew
Tarpieda Mohylew (biał. Футбольны Клуб «Тарпеда» Магілёў) – białoruski klub piłkarski, mający siedzibę w mieście Mohylew, na wschodzie kraju.

## Historia
Chronologia nazw:
- 1959: Mietałurh Mohylew (biał. «Металург» Магілёў)
- 1962: Kirawiec Mohylew (biał. «Кіравец» Магілёў)
- 1964: Mietałurh Mohylew (biał. «Металург» Магілёў)
- 1979: Tarpieda Mohylew (biał. ФК «Тарпеда» Магілёў)
- 1996: Tarpieda-Kadzina Mohylew (biał. ФК «Тарпеда-Кадзіна» Магілёў)
- 2005: klub rozwiązano
- 2011: Tarpieda Mohylew (biał. ФК «Тарпеда» Магілёў)

Klub piłkarski Mietałurh został założony w Mohylewie w 1959 roku. W 1960 zespół startował w rozgrywkach mistrzostw Białoruskiej SRR, gdzie zajął drugie miejsce. W 1962 zmienił nazwę na Kirawiec, ale w 1964 przywrócił nazwę Mietałurh. W 1979 przyjął nazwę Tarpieda. W 1982 klub zdobył swój pierwszy tytuł mistrzowski.
Po uzyskaniu niepodległości przez Białoruś i organizowaniu własnych mistrzostw klub w 1992 startował w rozgrywkach Pierwszej ligi mistrzostw Białorusi, gdzie zajął 7.miejsce wśród 16 zespołów. W sezonie 1994/95 dotarł do finału Pucharu Białorusi. 1 września 1996 klub zmienił nazwę na Tarpieda-Kadzina Mohylew. W 2000 zajął przedostatnie 15.miejsce i spadł z Wyższej ligi do Pierwszej ligi. Po zakończeniu sezonu 2005 klub został rozwiązany.
W 2011 klub został reaktywowany jako Tarpieda Mohylew. Najpierw występował w turniejach lokalnych, a w 2014 startował w drugiej lidze Mohylewa. W 2015 zgłosił się do rozgrywek w Drugiej lidze, gdzie zajął 10.miejsce w grupie A. 

## Sukcesy

### Trofea międzynarodowe
Nie uczestniczył w rozgrywkach europejskich (stan na 31-05-2017).

### Trofea krajowe
| \| \| Zdobyte trofea w rozgrywkach Białorusi (stan na: 31-12-2017) \| |                                                              |      |          |
| Rozgrywki                                                             | Osiągnięcie                                                  | Razy | Sezon(y) |
| Mistrzostwo                                                           | I miejsce                                                    | 0    |          |
| Mistrzostwo                                                           | II miejsce                                                   | 0    |          |
| Mistrzostwo                                                           | III miejsce                                                  | 0    |          |
| Mistrzostwo                                                           | 7.miejsce                                                    | 1    | 1992     |
| Puchar                                                                | zdobywca                                                     | 0    |          |
| Puchar                                                                | finalista                                                    | 1    | 1994/95  |
| II liga                                                               | I miejsce                                                    | 0    |          |
| II liga                                                               | II miejsce                                                   | 0    |          |
| II liga                                                               | III miejsce                                                  | 0    |          |
| II liga                                                               | 5.miejsce                                                    | 1    | 2001     |
| Białoruś                                                              | Zdobyte trofea w rozgrywkach Białorusi (stan na: 31-12-2017) |      |          |

- Druhaja liha (III liga):
  - 10.miejsce (1x): 2015 (grupa A)
- Mistrzostwa Białoruskiej SRR:
  - mistrz (1x): 1982
  - wicemistrz (3x): 1960, 1984, 1991
  - 3.miejsce (2x): 1968, 1979

## Stadion
Klub rozgrywał swoje mecze domowe na stadionie Tarpieda w Mohylewie, który może pomieścić 3500 widzów.

## Trenerzy
- 1959–19??:  Michaił Bas (z przerwami)

...
- 1992–2005:  Michaił Bas (z przerwami)
- 2004–2006:  Andrej Skarabahaćka

...
- 01.2015–06.2015:  Wiktar Czarnych
- 06.2015–08.2015:  Alaksandr Braziewicz
- 08.2015–12.2015:  Alaksandr Szyhidzin
- 01.2016–06.2016:  Alaksandr Wopsieu
- 07.2016–11.2016:  Michaił Jeramczuk